# Rio Skellefte
O Rio Skellefte (em sueco: Skellefteälven ou Skellefte älv) é um rio da Norlândia, no Norte da Suécia. Tem uma extensão de 410 km e uma bacia hidrográfica de cerca de 11 700 km2.                                                                             
Nasce na comuna de Arjeplog na província da Lapônia, atravessa a província de Västerbotten e desagua no Mar Báltico, perto da cidade de Skellefteå. No seu percurso fornece e recebe água dos lagos Hornavan, Uddjaur e Storavan. É o 5.o maior produtor de energia elétrica da Suécia, tendo no seu curso 17 centrais hidroelétricas, que produzem anualmente 4 245 GWh.

## Grandes rios da Norlândia
- Cálix
- Torne
- Lule
- Pite
- Ume
- Angerman

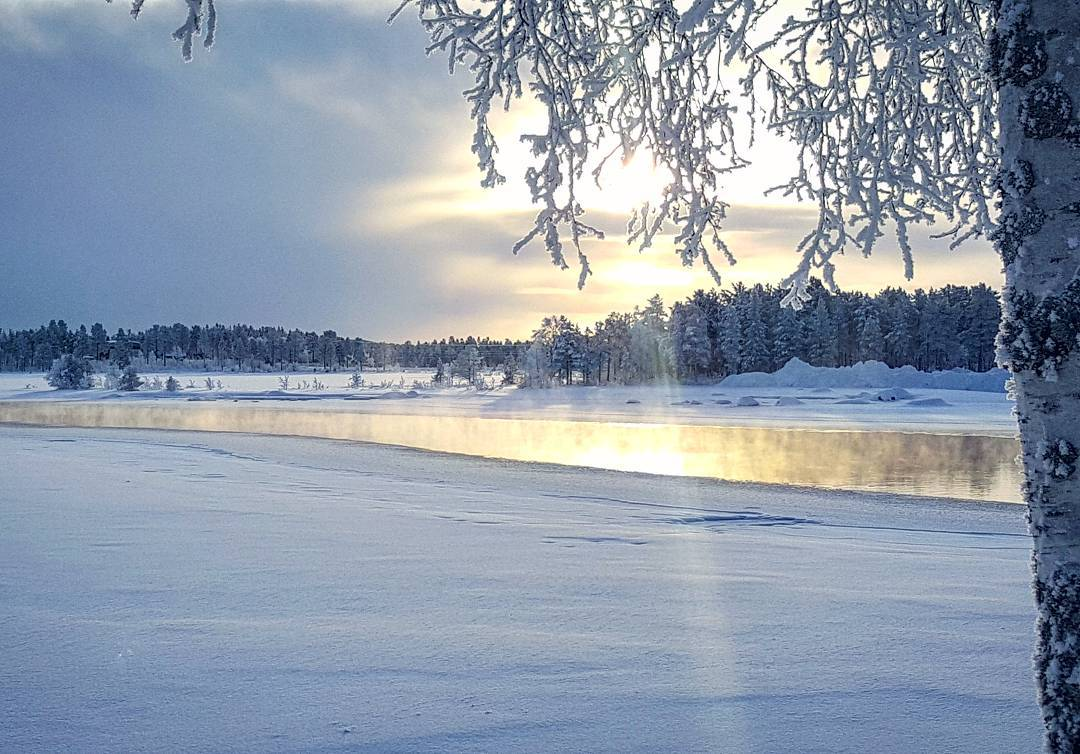
Em Arjeplog
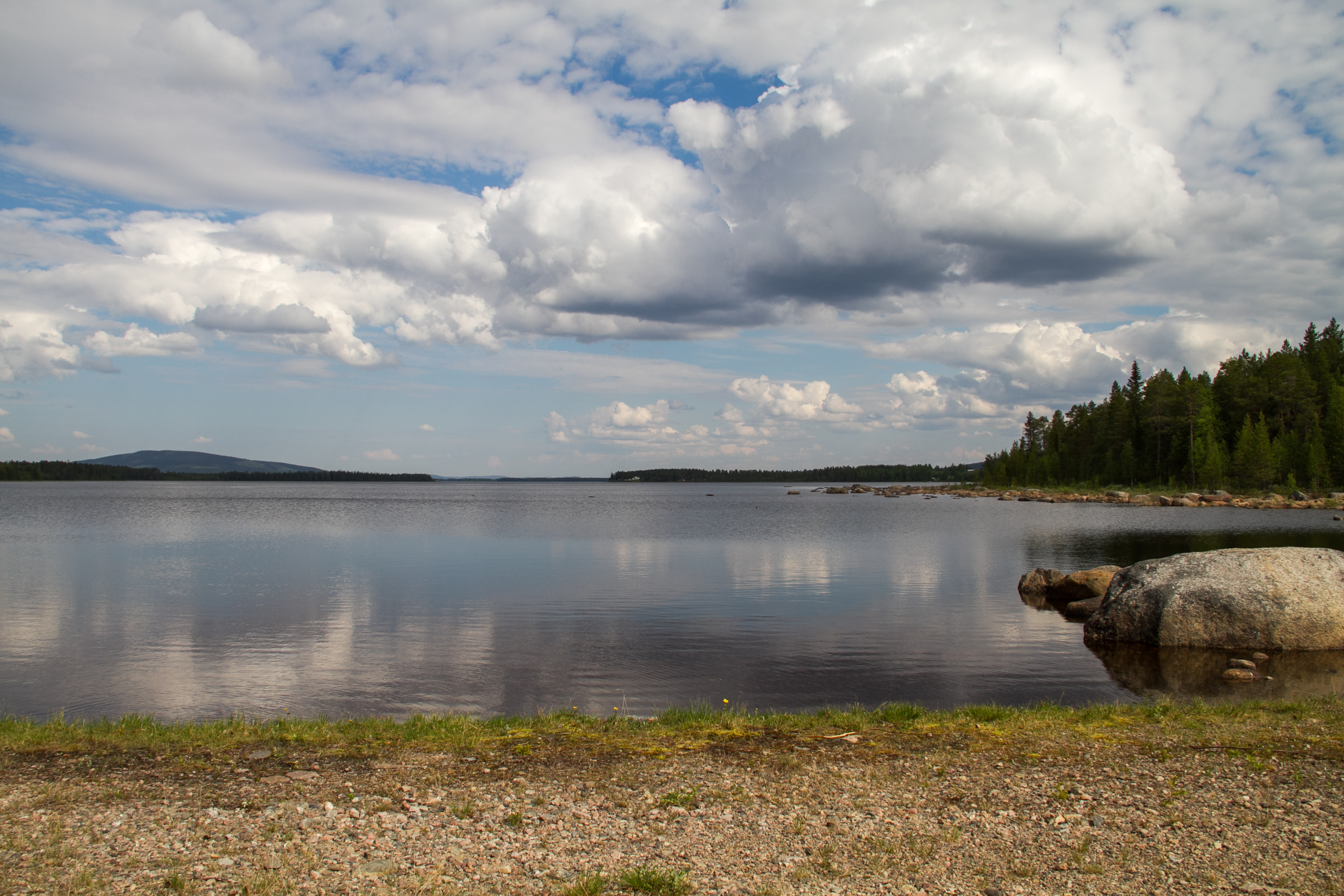
Em Slagnäs
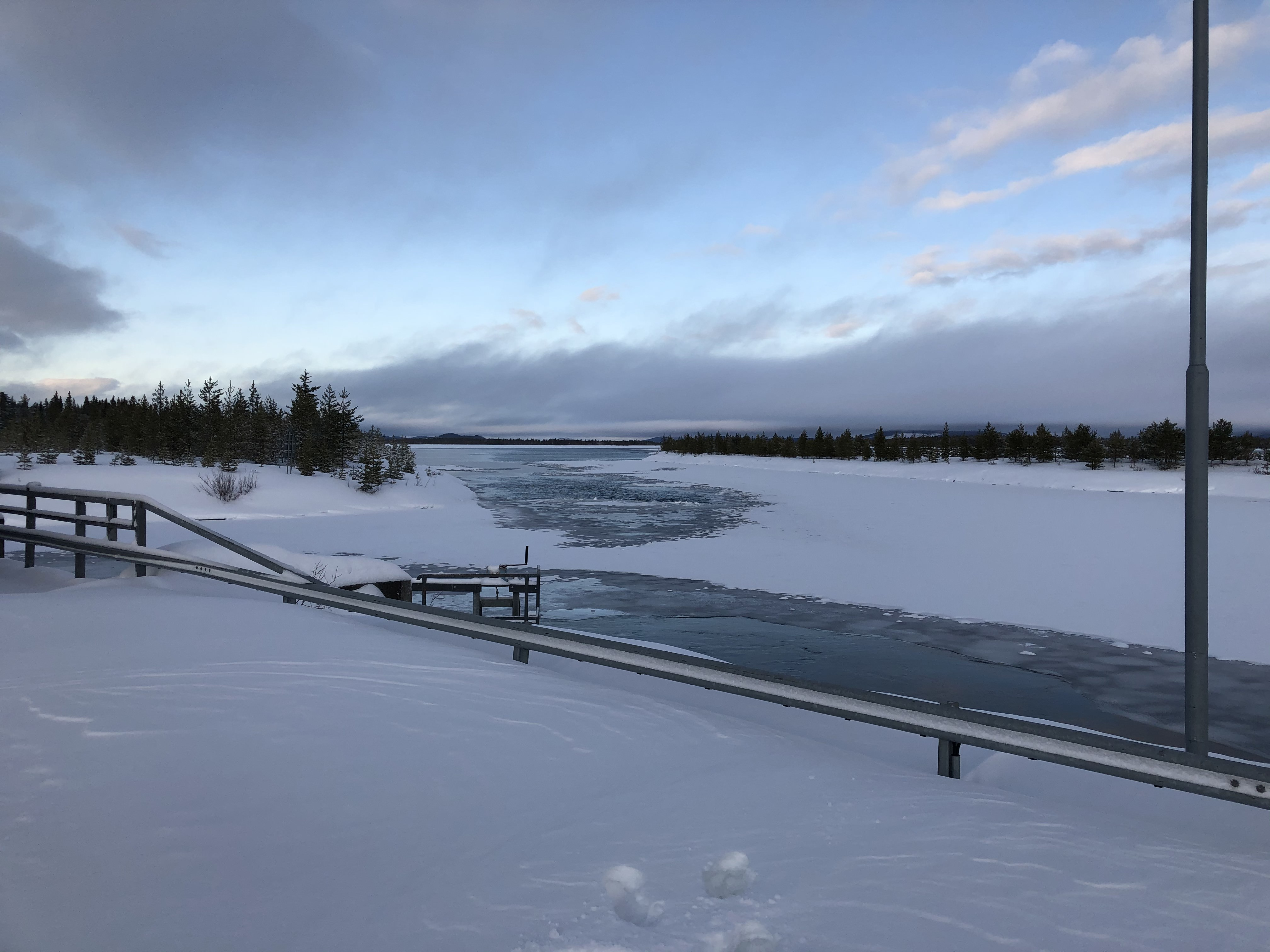
Central hidroelétrica em Bergnäs
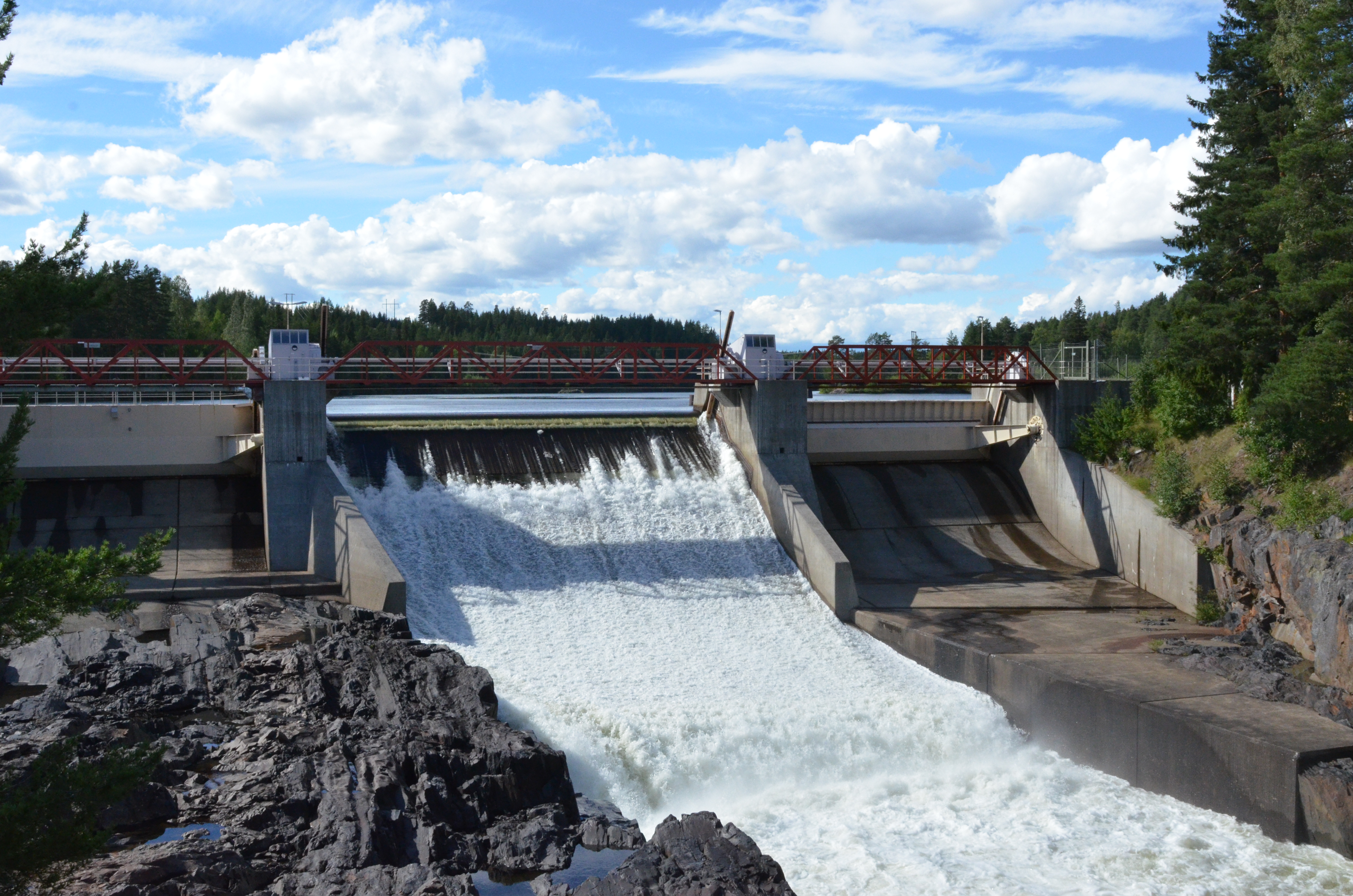
Central hidroelétrica em Finnforsfallet